# Saint-Ouen-du-Breuil
 Saint-Ouen-du-Breuil  es una población y comuna francesa, situada en la región de Alta Normandía, departamento de Sena Marítimo, en el distrito de Ruan y cantón de Pavilly.

## Demografía
| 372 | 362 | 377 | 582 | 645 | 685 |
| Para los censos de 1962 a 1999 la población legal corresponde a la población sin duplicidades (Fuente: INSEE [Consultar]) |     |     |     |     |     |